# Mislav Grgić (Handballspieler)
Mislav Grgić (* 23. Juli 1998 in Split) ist ein Handballspieler mit bosnischer und kroatischer Staatsbürgerschaft.

## Karriere
Grgić begann bei HRK Izviđač Handball zu spielen. 2017/18 wechselte er zu HMRK Zrinjski Mostar mit welchen der Rückraumspieler am EHF European Cup teilnahm und damit erstmals Erfahrung in einem internationalen Bewerb sammelte. Zur Saison 2019/20 wurde Grgić vom SV Anhalt Bernburg, für die 3. Liga verpflichtet. Im Februar 2022 wechselte der Rechtshänder zum TSV Bayer Dormagen in die 2. Handball-Bundesliga. In der Saison 2023/24 lief Grgić für den HC Linz AG in der Handball Liga Austria auf. In dieser Saison erzielte Grgić  die meisten Tore im Grunddurchgang der Handball Liga Austria und feierte mit der Mannschaft den Meistertitel. 2024 wurde der Kroate von RK NEXE Našice verpflichtet.

## Erfolge
- HC LINZ AG
  - 1× Österreichischer Meister 2023/24